# Edmond Potonié-Pierre
Edmond Potonié, bekannt als Edmond Potonié-Pierre, (* 21. August 1829 in Paris; † 22. August 1902 in Fontenay-sous-Bois) war ein französischer Pazifist.

## Leben
Der Vater von Edmond Potonié-Pierre war Unternehmer und mit Victor Hugo befreundet.
In den 1850er Jahren ließ sich Edmond Potonié-Pierre von Richard Cobdens Anti-Corn Law League inspirieren und beabsichtigte, dasselbe in Frankreich zu tun. Auf seinen Reisen durch Europa lernte er Deutsch und Italienisch. In den 1860er Jahren verkehrte er mit bedeutenden Denkern wie John Stuart Mill, Hermann Schulze-Delitzsch, Frédéric Passy und Rudolf Virchow. Mit finanzieller Unterstützung von Henry Richard gründete Potonié-Pierre die Ligue du Bien Public (Liga für das öffentliche Wohl). Die Ligue griff Monopole und hohe Steuern an und setzte sich für individuelle Freiheit und einen organisierten Weltfrieden ein.
Trotz früherer Unterstützung stimmte Edmond Potonié-Pierre nicht mit Passy über seine internationale und permanente Friedensliga überein, da Passy einen legalistischen Ansatz für den Frieden und Potonié-Pierre einen Ansatz für soziale Gerechtigkeit vertrat.
Die Papiere, die seine internationalen Kontakte detailliert beschreiben, wurden 1868 von der französischen Polizei beschlagnahmt und ihr Status blieb unbekannt.
Edmond Potonié-Pierre war der Lebenspartner der Feministin Eugénie Potonié-Pierre. Sie weigerten sich zu heiraten, lebten aber zusammen und nahmen den Namen des anderen an. Gemeinsam setzten sie sich für die Freilassung der im Exil lebenden Kommunarden und für das Frauenwahlrecht ein, führten Kampagnen gegen die Armut und für die Senkung der Militärausgaben.

## Werke
- La guerre à la guerre, 1877[10]
- Un peu plus tard, 1893[11]
- Historique du mouvement pacifiste, impr. de Steiger, 1899[12]
- Die Waffen nieder! Correspondenz (mit Max Nordau), 1898[13]